# دهستان لیالستان
دهستان لیالستان، یکی از پنج دهستان بخش مرکزی شهرستان لاهیجان در استان گیلان است. بنا بر سرشماری سال ۱۳۸۵، این دهستان دارای ۳۸۹۳ خانوار و ۱۲۹۹۳ نفر جمعیت است.